# Densidad tensorial
En geometría diferencial, la densidad tensorial o tensor relativo es una generalización del concepto de campo tensorial. Una densidad tensorial se transforma como un campo tensorial al pasar de un sistema de coordenadas a otro (véase campo tensorial), excepto en que además se multiplica o pondera por una potencia W del determinante jacobiano de la función de transformación de las coordenadas o de su valor absoluto. Una densidad tensorial con un único índice se denomina densidad vectorial. Se hace una distinción entre densidades tensoriales (auténticas), seudodensidades tensoriales, densidades tensoriales pares y densidades tensoriales impares. A veces, las densidades tensoriales con un peso W negativo se denominan capacidades tensoriales. Una densidad tensorial también se puede considerar como una sección de un producto tensorial de un haz de tensores con un haz de densidades.

## Motivación
En física y campos relacionados, suele ser útil trabajar con los componentes de un objeto algebraico en lugar de con el propio objeto. Un ejemplo sería descomponer un vector en una suma de vectores de una base ponderados por algunos coeficientes como: 
{\displaystyle {\vec {v}}=c_{1}{\vec {e}}_{1}+c_{2}{\vec {e}}_{2}+c_{3}{\vec {e}}_{3}}
donde {\displaystyle {\vec {v}}} es un vector en el espacio euclídeo tridimensional, {\displaystyle c_{i}\in \mathbb {R} ^{1}} y {\displaystyle {\vec {e}}_{i}} son los vectores de la base estándar habitual en el espacio euclídeo, lo que suele ser necesario para fines computacionales y, a menudo, puede resultar revelador cuando los objetos algebraicos representan abstracciones complejas pero sus componentes tienen interpretaciones concretas. Sin embargo, con esta identificación, hay que tener cuidado de seguir los cambios de la base subyacente en la que se representa una magnitud. En el curso de un cálculo puede resultar conveniente cambiar de base mientras el vector {\displaystyle {\vec {v}}} permanece fijo en el espacio físico. De manera más general, si un objeto algebraico representa un objeto geométrico, pero se expresa en términos de una base particular, entonces es necesario, cuando se cambia la base, cambiar también la representación. Los físicos a menudo llaman a esta representación de un objeto geométrico tensor si se transforma bajo una secuencia de aplicaciones lineales dado un cambio lineal de base (aunque, de manera confusa, otros llaman al objeto geométrico subyacente que no ha cambiado bajo la transformación de coordenadas un tensor, una convención que este artículo evita estrictamente). En general hay representaciones que se transforman de forma arbitraria dependiendo de cómo se reconstruya el invariante geométrico a partir de la representación. En ciertos casos especiales es conveniente utilizar representaciones que se transforman casi como tensores, pero con un factor adicional no lineal en la transformación. Un ejemplo prototípico es una matriz que representa el producto vectorial (área del paralelogramo extendido) en {\displaystyle \mathbb {R} ^{2}.} La representación viene dada en la base estándar por:
{\displaystyle {\vec {u}}\times {\vec {v}}={\begin{bmatrix}u_{1}&u_{2}\end{bmatrix}}{\begin{bmatrix}0&1\\-1&0\end{bmatrix}}{\begin{bmatrix}v_{1}\\v_{2}\end{bmatrix}}=u_{1}v_{2}-u_{2}v_{1}}
Si ahora se intenta dar esta misma expresión en una base distinta a la base estándar, entonces las componentes de los vectores cambiarán, póngase por caso según {\textstyle {\begin{bmatrix}u'_{1}&u'_{2}\end{bmatrix}}^{\textsf {T}}=A{\begin{bmatrix}u_{1}&u_{2}\end{bmatrix}}^{\textsf {T}}}, donde {\displaystyle A} es una matriz de números reales de 2 por 2. Dado que el área del paralelogramo extendido es una invariante geométrica, no puede haber cambiado con el cambio de base, por lo que la nueva representación de esta matriz debe ser:
{\displaystyle \left(A^{-1}\right)^{\textsf {T}}{\begin{bmatrix}0&1\\-1&0\end{bmatrix}}A^{-1}}
que, cuando se expande, es solo la expresión original pero multiplicada por el determinante de {\displaystyle A^{-1},} que también es {\textstyle {\frac {1}{\det A}}.} De hecho, esta representación podría considerarse como una transformación tensorial de dos índices, pero en cambio, computacionalmente es más fácil pensar en la regla de transformación tensorial como una multiplicación por {\textstyle {\frac {1}{\det A}},} en lugar de multiplicaciones de dos matrices (de hecho, en dimensiones superiores, la extensión natural de este caso son las multiplicaciones de matrices de orden {\displaystyle n,n\times n}, que para {\displaystyle n} grandes son completamente inviables). Los objetos que se transforman de esta manera se denominan densidades tensoriales porque surgen naturalmente al considerar problemas relacionados con áreas y volúmenes, y por eso se utilizan con frecuencia en la integración.

## Definición
Algunos autores clasifican las densidades tensoriales en dos tipos llamadas densidades tensoriales (auténticas) y seudodensidades tensoriales en este artículo. Otros autores los clasifican de manera diferente, en los tipos llamadas densidades tensoriales pares y densidades tensoriales impares. Cuando el peso de la densidad tensorial es un número entero, existe una equivalencia entre estos enfoques que depende de si el número entero es par o impar.
Debe tenerse en cuenta que estas clasificaciones aclaran las diferentes formas en que las densidades tensoriales pueden transformarse de manera inconsistente bajo transformaciones de coordenadas que impliquen la inversión de la orientación. Independientemente de sus clasificaciones en estos tipos, solo hay una forma en la que las densidades tensoriales se transforman bajo transformaciones de coordenadas que "preservan" la orientación.
En el presente artículo se ha elegido la convención que asigna un peso de +2 a {\displaystyle g=\det \left(g_{\rho \sigma }\right)}, el determinante del tensor métrico expresado con índices covariantes. Con esta elección, las densidades clásicas, como la densidad de carga, estarán representadas por densidades tensoriales de peso +1. Algunos autores utilizan una convención de signos para los pesos que es la opuesta de la que se presenta aquí.
En contraste con el significado utilizado en este artículo, en la relatividad general "seudotensor" a veces significa un objeto que no se transforma como un tensor o un tensor relativo de cualquier peso.

### Tensores y seudodensidades tensoriales
Por ejemplo, una densidad tensorial mixta de rango dos (auténtica) de peso {\displaystyle W} se transforma como:
{\displaystyle {\mathfrak {T}}_{\beta }^{\alpha }=\left(\det {\left[{\frac {\partial {\bar {x}}^{\iota }}{\partial {x}^{\gamma }}}\right]}\right)^{W}\,{\frac {\partial {x}^{\alpha }}{\partial {\bar {x}}^{\delta }}}\,{\frac {\partial {\bar {x}}^{\epsilon }}{\partial {x}^{\beta }}}\,{\bar {\mathfrak {T}}}_{\epsilon }^{\delta }\,,}     (densidad tensorial (auténtica) de peso (entero) W)
donde {\displaystyle {\bar {\mathfrak {T}}}} es la densidad tensorial de rango dos en el sistema de coordenadas {\displaystyle {\bar {x}}}, {\displaystyle {\mathfrak {T}}} es la densidad tensorial transformada en el sistema de coordenadas {\displaystyle {x}}; y se usa el determinante jacobiano. Debido a que el determinante puede ser negativo, como lo es para una transformación de coordenadas con inversión de orientación, esta fórmula solo es aplicable cuando {\displaystyle W} es un número entero (consúltese el epígrafe sobre las densidades tensoriales pares e impares que figura a continuación).
Se dice que una densidad tensorial es una seudodensidad tensorial cuando hay un cambio de signo adicional bajo una transformación de coordenadas con inversión de orientación. Una seudodensidad tensorial mixta de rango dos y de peso {\displaystyle W} se transforma como:
{\displaystyle {\mathfrak {T}}_{\beta }^{\alpha }=\operatorname {sgn} \left(\det {\left[{\frac {\partial {\bar {x}}^{\iota }}{\partial {x}^{\gamma }}}\right]}\right)\left(\det {\left[{\frac {\partial {\bar {x}}^{\iota }}{\partial {x}^{\gamma }}}\right]}\right)^{W}\,{\frac {\partial {x}^{\alpha }}{\partial {\bar {x}}^{\delta }}}\,{\frac {\partial {\bar {x}}^{\epsilon }}{\partial {x}^{\beta }}}\,{\bar {\mathfrak {T}}}_{\epsilon }^{\delta }\,,}     (seudodensidad tensorial de peso (entero) W)
donde sgn({\displaystyle \cdot }) es una función que devuelve +1 cuando su argumento es positivo o −1 cuando su argumento es negativo.

### densidades tensoriales pares e impares
Las transformaciones para densidades tensoriales pares e impares tienen la ventaja de estar bien definidas incluso cuando {\displaystyle W} no es un número entero. Así, se puede hablar de, póngase por caso, una densidad tensorial impar de peso +2 o una densidad tensorial par de peso −1/2.
Cuando {\displaystyle W} es un número entero par, la fórmula anterior para una densidad tensorial (auténtica) se puede reescribir como
{\displaystyle {\mathfrak {T}}_{\beta }^{\alpha }=\left\vert \det {\left[{\frac {\partial {\bar {x}}^{\iota }}{\partial {x}^{\gamma }}}\right]}\right\vert ^{W}\,{\frac {\partial {x}^{\alpha }}{\partial {\bar {x}}^{\delta }}}\,{\frac {\partial {\bar {x}}^{\epsilon }}{\partial {x}^{\beta }}}\,{\bar {\mathfrak {T}}}_{\epsilon }^{\delta }\,.}     (densidad tensorial par de peso W)
De manera similar, cuando {\displaystyle W} es un número entero impar, la fórmula para una densidad tensorial (auténtica) se puede reescribir como
{\displaystyle {\mathfrak {T}}_{\beta }^{\alpha }=\operatorname {sgn} \left(\det {\left[{\frac {\partial {\bar {x}}^{\iota }}{\partial {x}^{\gamma }}}\right]}\right)\left\vert \det {\left[{\frac {\partial {\bar {x}}^{\iota }}{\partial {x}^{\gamma }}}\right]}\right\vert ^{W}\,{\frac {\partial {x}^{\alpha }}{\partial {\bar {x}}^{\delta }}}\,{\frac {\partial {\bar {x}}^{\epsilon }}{\partial {x}^{\beta }}}\,{\bar {\mathfrak {T}}}_{\epsilon }^{\delta }\,.}     (densidad tensorial impar de peso W)

### Pesos cero y uno
Una densidad tensorial de cualquier tipo que tenga peso cero también se denomina tensor absoluto. Una densidad tensorial auténtica (par) de peso cero también se denomina tensor ordinario.
Si no se especifica un peso pero se usa la palabra relativo o  de densidad en un contexto donde se necesita un peso específico, generalmente se supone que el peso es +1.

### Propiedades algebraicas
1. Una combinación lineal (también conocida como suma ponderada) de densidades tensoriales del mismo tipo y peso {\displaystyle W} es nuevamente una densidad tensorial de ese tipo y peso.
2. Un producto de dos densidades tensoriales de cualquier tipo, y con pesos {\displaystyle W_{1}} y {\displaystyle W_{2}}, es una densidad tensorial de peso {\displaystyle W_{1}+W_{2}.}
Un producto de densidades tensoriales auténticas y de seudodensidades tensoriales será una densidad tensorial auténtica cuando un número par de factores sean seudodensidades tensoriales; será una seudodensidad tensorial cuando un número impar de factores sean seudodensidades tensoriales. De manera similar, un producto de densidades tensoriales pares y densidades tensoriales impares será una densidad tensorial par cuando un número par de factores sona densidades tensoriales impares; y será una densidad tensorial impar cuando un número impar de factores seana densidades tensoriales impares.
3. La contracción de índices en una densidad tensorial con peso {\displaystyle W} produce nuevamente una densidad tensorial de peso {\displaystyle W.}[7]
4. Usando (2) y (3) se ve que subir y bajar índices usando el tensor métrico (peso 0) deja el peso sin cambios.[7]

### Inversión de matrices y determinante matricial de densidades tensoriales
Si {\displaystyle {\mathfrak {T}}_{\alpha \beta }} es una matriz no singular y una densidad tensorial de rango dos y peso {\displaystyle W} con índices covariantes, entonces su matriz inversa será una densidad tensorial con índices contravariantes de rango dos y de peso {\displaystyle W} {\displaystyle -2}. Se aplican declaraciones similares cuando los dos índices son contravariantes o son covariantes y contravariantes mixtos.
Si {\displaystyle {\mathfrak {T}}_{\alpha \beta }} es una densidad tensorial de rango dos y de peso {\displaystyle W} con índices covariantes, entonces el determinante matricial {\displaystyle \det {\mathfrak {T}}_{\alpha \beta }} tendrá un peso {\displaystyle NW+2,} donde {\displaystyle N} es el número de dimensiones espacio-temporales. Si {\displaystyle {\mathfrak {T}}^{\alpha \beta }} es una densidad tensorial de rango dos de peso {\displaystyle W} con índices contravariantes, entonces el determinante matricial {\displaystyle \det {\mathfrak {T}}^{\alpha \beta }} tendrá peso {\displaystyle NW-2.} El determinante matricial {\displaystyle \det {\mathfrak {T}}_{~\beta }^{\alpha }} tendrá peso {\displaystyle NW.}

## Relatividad general

### Relación del determinante jacobiano y el tensor métrico
Cualquier tensor ordinario no singular {\displaystyle T_{\mu \nu }} se transforma como:
{\displaystyle T_{\mu \nu }={\frac {\partial {\bar {x}}^{\kappa }}{\partial {x}^{\mu }}}{\bar {T}}_{\kappa \lambda }{\frac {\partial {\bar {x}}^{\lambda }}{\partial {x}^{\nu }}}\,,}
donde el lado derecho puede verse como el producto de tres matrices. Tomando el determinante de ambos lados de la ecuación (sabiendo que el determinante de un producto matricial es el producto de los determinantes), dividiendo ambos lados por {\displaystyle \det \left({\bar {T}}_{\kappa \lambda }\right),} y tomando su raíz cuadrada, se obtiene:
{\displaystyle \left\vert \det {\left[{\frac {\partial {\bar {x}}^{\iota }}{\partial {x}^{\gamma }}}\right]}\right\vert ={\sqrt {\frac {\det({T}_{\mu \nu })}{\det \left({\bar {T}}_{\kappa \lambda }\right)}}}\,.}
Cuando el tensor {\displaystyle T} es un tensor métrico, {\displaystyle {g}_{\kappa \lambda },} y {\displaystyle {\bar {x}}^{\iota }} es un sistema de coordenadas localmente inercial donde {\displaystyle {\bar {g}}_{\kappa \lambda }=\eta _{\kappa \lambda }=} diag(−1,+1,+1,+1), el espacio-tiempo de Minkowski, entonces {\displaystyle \det \left({\bar {g}}_{\kappa \lambda }\right)=\det(\eta _{\kappa \lambda })=} −1 y así
{\displaystyle \left\vert \det {\left[{\frac {\partial {\bar {x}}^{\iota }}{\partial {x}^{\gamma }}}\right]}\right\vert ={\sqrt {-{g}}}\,,}
donde {\displaystyle {g}=\det \left({g}_{\mu \nu }\right)} es el determinante del tensor métrico {\displaystyle {g}_{\mu \nu }.}

### Uso del tensor métrico para manipular densidades tensoriales
En consecuencia, una densidad tensorial par, {\displaystyle {\mathfrak {T}}_{\nu \dots }^{\mu \dots },} de peso W, se puede escribir en la forma:
{\displaystyle {\mathfrak {T}}_{\nu \dots }^{\mu \dots }={\sqrt {-g}}\;^{W}T_{\nu \dots }^{\mu \dots }\,,}
donde {\displaystyle T_{\nu \dots }^{\mu \dots }\,} es un tensor ordinario. En un sistema de coordenadas localmente inercial, donde {\displaystyle g_{\kappa \lambda }=\eta _{\kappa \lambda },} se dará el caso de que {\displaystyle {\mathfrak {T}}_{\nu \dots }^{\mu \dots }} y {\displaystyle T_{\nu \dots }^{\mu \dots }\,} se representen con los mismos números.
Cuando se utiliza la conexión métrica (la conexión de Levi-Civita), la derivada covariante de una densidad tensorial par se define como:
{\displaystyle {\mathfrak {T}}_{\nu \dots ;\alpha }^{\mu \dots }={\sqrt {-g}}\;^{W}T_{\nu \dots ;\alpha }^{\mu \dots }={\sqrt {-g}}\;^{W}\left({\sqrt {-g}}\;^{-W}{\mathfrak {T}}_{\nu \dots }^{\mu \dots }\right)_{;\alpha }\,.}
Para una conexión arbitraria, la derivada covariante se define agregando un término adicional, a saber:
{\displaystyle -W\,\Gamma _{~\delta \alpha }^{\delta }\,{\mathfrak {T}}_{\nu \dots }^{\mu \dots }}
expresión que sería apropiada para la derivada covariante de un tensor ordinario.
De manera equivalente, se obedece la regla del producto:
{\displaystyle \left({\mathfrak {T}}_{\nu \dots }^{\mu \dots }{\mathfrak {S}}_{\tau \dots }^{\sigma \dots }\right)_{;\alpha }=\left({\mathfrak {T}}_{\nu \dots ;\alpha }^{\mu \dots }\right){\mathfrak {S}}_{\tau \dots }^{\sigma \dots }+{\mathfrak {T}}_{\nu \dots }^{\mu \dots }\left({\mathfrak {S}}_{\tau \dots ;\alpha }^{\sigma \dots }\right)\,,}
donde, para la conexión métrica, la derivada covariante de cualquier función de {\displaystyle g_{\kappa \lambda }} es siempre cero:
{\displaystyle {\begin{aligned}g_{\kappa \lambda ;\alpha }&=0\\\left({\sqrt {-g}}\;^{W}\right)_{;\alpha }&=\left({\sqrt {-g}}\;^{W}\right)_{,\alpha }-W\Gamma _{~\delta \alpha }^{\delta }{\sqrt {-g}}\;^{W}={\frac {W}{2}}g^{\kappa \lambda }g_{\kappa \lambda ,\alpha }{\sqrt {-g}}\;^{W}-W\Gamma _{~\delta \alpha }^{\delta }{\sqrt {-g}}\;^{W}=0\,.\end{aligned}}}

## Ejemplos
La expresión {\displaystyle {\sqrt {-g}}} es una densidad escalar. Según la convención de este artículo tiene un peso de +1.
La densidad de corriente eléctrica {\displaystyle {\mathfrak {J}}^{\mu }} (por ejemplo, {\displaystyle {\mathfrak {J}}^{2}} es la cantidad de carga eléctrica que cruza el elemento de volumen tridimensional {\displaystyle dx^{3}\,dx^{4}\,dx^{1}} dividida por ese elemento (no se utiliza la métrica en este cálculo) es una densidad vectorial contravariante de peso +1. A menudo se escribe como {\displaystyle {\mathfrak {J}}^{\mu }=J^{\mu }{\sqrt {-g}}} o {\displaystyle {\mathfrak {J}}^{\mu }=\varepsilon ^{\mu \alpha \beta \gamma }{\mathcal {J}}_{\alpha \beta \gamma }/3!,} donde {\displaystyle J^{\mu }\,} y la forma diferencial {\displaystyle {\mathcal {J}}_{\alpha \beta \gamma }} son tensores absolutos, y donde {\displaystyle \varepsilon ^{\mu \alpha \beta \gamma }} es el símbolo de Levi-Civita (véase más abajo).
La densidad de la fuerza de Lorentz {\displaystyle {\mathfrak {f}}_{\mu }} (es decir, el momento lineal transferido del campo electromagnético a la materia dentro de un elemento {\displaystyle dx^{1}\,dx^{2}\,dx^{3}\,dx^{4}} de volumen cuadridimensional dividido por ese elemento (no se utiliza la métrica en este cálculo) es una densidad vectorial covariante de peso +1.
En el espacio-tiempo N-dimensional, el símbolo de Levi-Civita puede considerarse como una densidad tensorial de peso −1 auténtica covariante (impar) de rango N (εα1⋯αN) o una densidad tensorial auténtica contravariante (impar) de rango N y de peso +1 (εα1⋯αN). Obsérvese que el símbolo de Levi-Civita (así considerado) no obedece a la convención habitual para subir o bajar índices con el tensor métrico. Es decir, es cierto que
{\displaystyle \varepsilon ^{\alpha \beta \gamma \delta }\,g_{\alpha \kappa }\,g_{\beta \lambda }\,g_{\gamma \mu }g_{\delta \nu }\,=\,\varepsilon _{\kappa \lambda \mu \nu }\,g\,,}
pero en la relatividad general, donde {\displaystyle g=\det \left(g_{\rho \sigma }\right)} es siempre negativo, nunca es igual a {\displaystyle \varepsilon _{\kappa \lambda \mu \nu }.}
El determinante del tensor métrico,
{\displaystyle g=\det \left(g_{\rho \sigma }\right)={\frac {1}{4!}}\varepsilon ^{\alpha \beta \gamma \delta }\varepsilon ^{\kappa \lambda \mu \nu }g_{\alpha \kappa }g_{\beta \lambda }g_{\gamma \mu }g_{\delta \nu }\,,}
es un escalar de densidad auténtica (par) de peso +2, siendo la contracción del producto de 2 densidades tensoriales auténticas (impares) de peso +1 y cuatro densidades tensoriales auténticas (pares) de peso 0.